# Саученіца
Саученіца (рум. Saucenița) — село у повіті Ботошані в Румунії. Входить до складу комуни Векулешть.
Село розташоване на відстані 384 км на північ від Бухареста, 25 км на північний захід від Ботошань, 121 км на північний захід від Ясс.

## Населення
За даними перепису населення 2002 року у селі проживали 999 осіб, усі — румуни. Усі жителі села рідною мовою назвали румунську.